# Dorfprozelten
Dorfprozelten là một đô thị thuộc huyện Miltenberg bang Bayern nước Đức.